# Рябок абісинський
Рябок абісинський (Pterocles lichtensteinii) — вид птахів родини рябкових (Pteroclidae).

## Поширення
Вид поширений в Північній Африці та Південно-Західній Азії від Марокко на схід до Пакистану та на південь до Кенії.

## Опис
Тіло завдовжки 22-26 см. Вага — 175—250 г.

## Спосіб життя
Живе на відкритих ділянках з кам'янистими ґрунтами, напівпосушливих ділянках на краях пустель, рівнинах без дерев. Поза сезоном розмноження трапляється численними зграями. Живиться насінням та ягодами, рідше травами, листям, бруньками, цвітом. Ковтає пісок та дрібні камінці, щоб покращити травлення. Сезон розмноження триває з лютого по вересень. Утворює моногамну пару. Гніздо — неглибока ямка в ґрунті між травами або під кущем, вистелена шматочками висушеної рослинності. У гнізді два-три яйця. Пташенята з батьками залишають гніздо через кілька годин після вилуплення.